# Satz von Carnot (Kegelschnitte)

6 Punkte auf den Seiten eines Dreiecks mit gemeinsamem Kegelschnitt

Der Satz von Carnot (nach Lazare Nicolas Marguerite Carnot) beschreibt eine Beziehung zwischen Kegelschnitten und Dreiecken.
In einem Dreieck {\displaystyle ABC} mit Punkten {\displaystyle C_{A},C_{B}} auf der Seite {\displaystyle AB}, {\displaystyle A_{B},A_{C}} auf der Seite {\displaystyle BC} und {\displaystyle B_{C},B_{A}} auf der Seite {\displaystyle AC}, liegen diese sechs Punkte genau dann auf einem gemeinsamen Kegelschnitt, wenn die folgende Gleichung gilt: 
{\displaystyle {\frac {|AC_{A}|}{|BC_{A}|}}\cdot {\frac {|AC_{B}|}{|BC_{B}|}}\cdot {\frac {|BA_{B}|}{|CA_{B}|}}\cdot {\frac {|BA_{C}|}{|CA_{C}|}}\cdot {\frac {|CB_{C}|}{|AB_{C}|}}\cdot {\frac {|CB_{A}|}{|AB_{A}|}}=1}.
Mit Hilfe von Teilverhältnissen lässt sich diese Gleichung auch wie folgt notieren:
{\displaystyle (A,B;C_{A})\cdot (A,B;C_{B})\cdot (B,C;A_{B})\cdot (B,C;A_{C})\cdot (C,A;B_{C})\cdot (C,A;B_{A})=1}